# Changhsingiano
| Periodo                                                                                    | Epoca               | Piano          | Età (Ma)      |
| ------------------------------------------------------------------------------------------ | ------------------- | -------------- | ------------- |
| Triassico                                                                                  | Triassico inferiore | Induano        | Più recente   |
| Permiano                                                                                   | Lopingiano          | Changhsingiano | 254,14 ± 0,07 |
| Permiano                                                                                   | Lopingiano          | Wuchiapingiano | 259,51 ± 0,21 |
| Permiano                                                                                   | Guadalupiano        | Capitaniano    | 264,28 ± 0,16 |
| Permiano                                                                                   | Guadalupiano        | Wordiano       | 266,9 ± 0,4   |
| Permiano                                                                                   | Guadalupiano        | Roadiano       | 274,4 ± 0,4   |
| Permiano                                                                                   | Cisuraliano         | Kunguriano     | 283,3 ± 0,4   |
| Permiano                                                                                   | Cisuraliano         | Artinskiano    | 290,1 ± 0,26  |
| Permiano                                                                                   | Cisuraliano         | Sakmariano     | 293,52 ± 0,17 |
| Permiano                                                                                   | Cisuraliano         | Asseliano      | 298,9 ± 0,15  |
| Carbonifero                                                                                | Pennsylvaniano      | Gzheliano      | Più antico    |
| Suddivisione del Permiano secondo la Commissione internazionale di stratigrafia dell'IUGS. |                     |                |               |

Nella scala dei tempi geologici il Changhsingiano (Cinese: 长兴县, Pinyin: Chángxìng Xiàn, "Contea di Changxing"), è il secondo dei due piani in cui è suddiviso il Lopingiano, l'ultima delle tre epoche che costituiscono il periodo Permiano.
Esso è anche il piano che conclude l'intera era del Paleozoico.
Il Changhsingiano è compreso tra 253,8 ± 0,7 e 251,0 ± 0,4 milioni di anni fa (Ma). È preceduto dal Wuchiapingiano e seguito dall'Induano, il primo piano del successivo Triassico e dell'intera era del Mesozoico.

## Etimologia
Il Changhsingiano deriva il suo nome dal "Calcare di Changhsing", a sua volta legato alla Contea di Changxing (Wade-Giles: Ch'ang-hsing), nella provincia di Zhejiang, in Cina.
 
La denominazione di calcare di Changhsing fu utilizzata per la prima volta nel 1923, mentre la denominazione del piano Changhsingiano fu avanzata nel 1970, introdotta ufficialmente nelle scale internazionali del tempo nel 1981 e ratificata dalla IUGS nel 2005.

## Definizioni stratigrafiche e GSSP
La base del Changhsingiano è fissata alla prima comparsa negli orizzonti stratigrafici dei conodonti della specie Clarkina wangi all'interno della linea evolutiva dalla Clarkina longicuspidata alla Clarkina wangi.
      
Anche l'ammonoide Sinoceltites e i fusulinidae Palaeofusulina aff. sinensis fanno la loro prima comparsa assieme alla Clarkina wangi.
Il limite superiore, nonché base del piano Induano e del periodo Triassico, è dato dalla prima comparsa del conodonte Hindeodus parvus.

### GSSP
Il GSSP, il profilo stratigrafico di riferimento della Commissione Internazionale di Stratigrafia, è identificato nella sezione Meishan D del "Calcare di Changhsing", nella provincia di Zhejiang, in Cina. Le coordinate sono: latitudine 31°4'55"N e longitudine 119°42'22.9"E.

## Estinzione di massa del Permiano-Triassico
Il Changhsingiano terminò con la drammatica estinzione di massa del Permiano-Triassico, la più devastante tra tutte le estinzioni di massa, che portò alla scomparsa di intere o gran parte delle famiglie di ammoniti, coralli, brachiopodi, molluschi, echinodermi, pesci, insetti, tetrapodi e molti altri invertebrati. Alla fine del Permiano il nostro pianeta era quasi privo di vita, caldo, arido e semidesertico. Gli ecosistemi impiegarono circa 30 milioni di anni per riprendersi completamente, dando origine a nuove tipologie di specie viventi.